# Aceria saussureae
Aceria saussureae är en spindeldjursart som först beskrevs av Johan Ivar Liro 1940.  Aceria saussureae ingår i släktet Aceria, och familjen Eriophyidae. Arten är reproducerande i Sverige.